# ناحیه کر، شهرستان شمپین، ایلینوی
ناحیه کر، شهرستان شمپین، ایلینوی (به انگلیسی: Kerr Township) یک منطقهٔ مسکونی در ایالات متحده آمریکا است که در شهرستان شمپین، ایلینوی واقع شده‌است. ناحیه کر ۱۶۳ نفر جمعیت دارد و ۲۱۵ متر بالاتر از سطح دریا واقع شده‌است.